# ATS Euro Plus
Bei ATS Euro Plus handelt es sich um einen Standard zur Suche und Festlegung von Programmen auf bestimmten Speicherplätzen. Insbesondere in Westeuropa wurde während der 1990er Jahre, bedingt durch den weiten Ausbau von Kabelnetzen sowie die Verfügbarkeit von Hyperband-fähigen TV-Geräten, eine festgelegte Reihenfolge erforderlich. Wenn in einem Haushalt mehrere TV-Geräte betrieben wurden, entfiel ab sofort eine manuelle Anpassung. Sofern man mit den festgelegten Reihenfolgen der Sender einverstanden war, konnte man beispielsweise sowohl im Wohnzimmer als auch im Schlafzimmer ein Fernsehgerät betreiben. Die Nummerierung spielte dabei zwar keine Rolle, sofern man eigene Programmbelegungen bevorzugte, jedoch konnte man die ursprüngliche Speicherung auch beibehalten und musste sich bei den verschiedenen Empfangsgeräten nicht neu orientieren. Insbesondere bei Umstellungen innerhalb der Kabelnetzbetreiber ergab sich somit eine große Zeitersparnis, da die (erneute) Auslösung der ATS-Euro-Plus-Prozedur zum Finden aller Kanalbelegungen ausreichend war.